# Phobocampe unicincta
Phobocampe unicincta är en stekelart som först beskrevs av Johann Ludwig Christian Gravenhorst 1829.  Phobocampe unicincta ingår i släktet Phobocampe och familjen brokparasitsteklar. Arten är reproducerande i Sverige. Inga underarter finns listade i Catalogue of Life.